# 알사다 경기장
알사다 경기장(영어: Al-Saada Stadium, 아랍어: ملعب السعادة)은 오만 살랄라에 있는 다목적 경기장이다. 현재 주로 축구 경기에 사용되며 도파르 클럽과 알나스르 SC의 홈 경기장이다.